# Kaposmérő
Kaposmérő är en ort i Ungern.   Den ligger i provinsen Somogy, i den västra delen av landet, 160 km sydväst om huvudstaden Budapest. Kaposmérő ligger 153 meter över havet och antalet invånare är 2 506.
Terrängen runt Kaposmérő är platt. Runt Kaposmérő är det tätbefolkat, med 530 invånare per kvadratkilometer. Närmaste större samhälle är Kaposvár, 7,4 km öster om Kaposmérő. Trakten runt Kaposmérő består till största delen av jordbruksmark.